# Ольбернхау

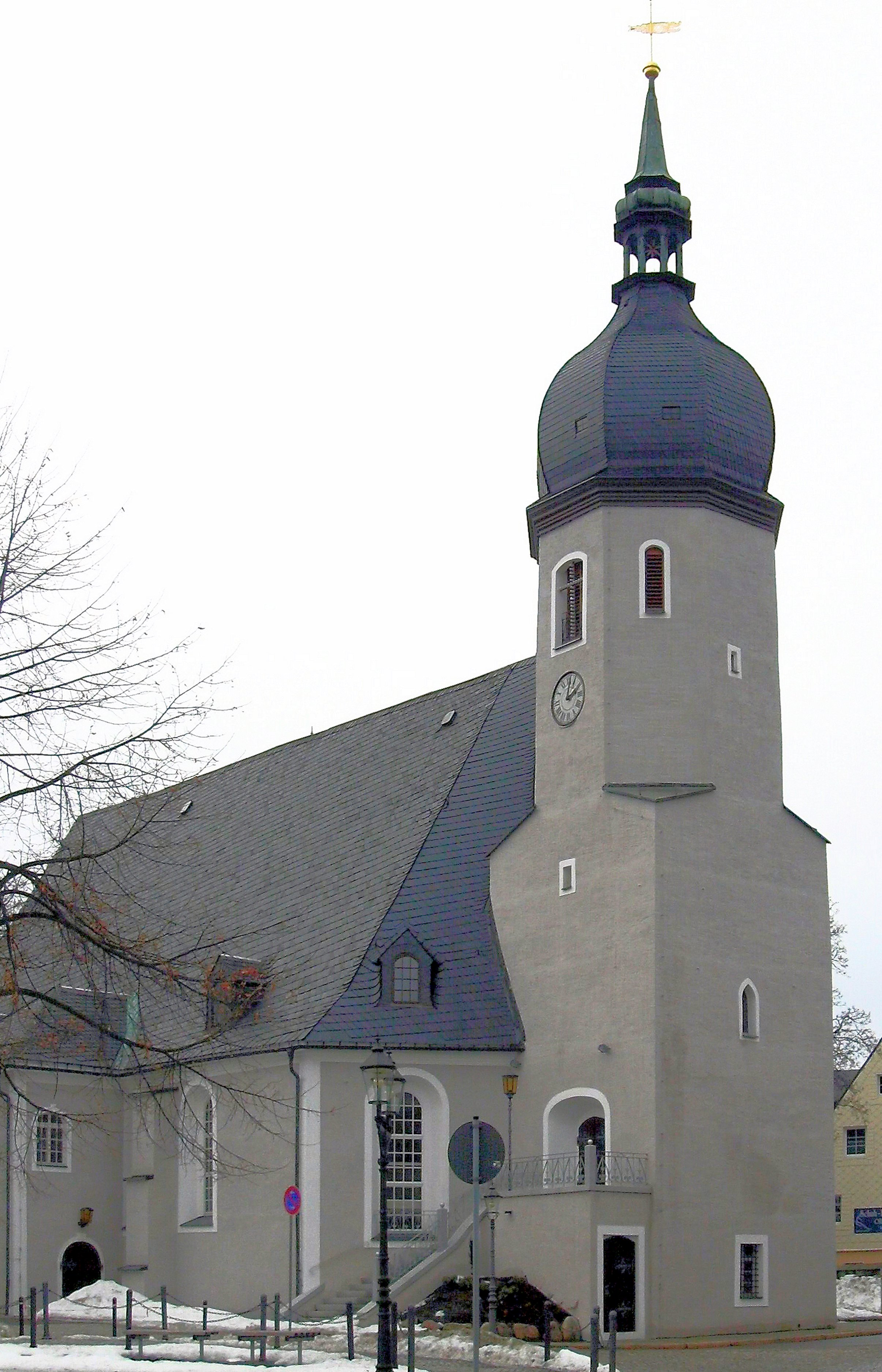
Церковь

Ольбернхау (нем. Olbernhau) — город в Германии, в земле Саксония. Подчинён административному округу Кемниц. Входит в состав района Рудные Горы. Находится на реке Флёа примерно в 25 км к востоку от города Аннаберг-Буххольц. Есть железнодорожная станция.
Впервые упоминается в 1434 году. Население составляет 9233 человек (на 31 декабря 2015 года). Занимает площадь 70,41 км². Официальный код района 14 1 81 280.
В городе родился музыковед и дирижёр Герман Кречмар (1848—1924)